# Liechtenstein op de Olympische Winterspelen 1936
Tijdens de Olympische Winterspelen van 1936, die in Garmisch-Partenkirchen (Duitsland) werden gehouden, nam Liechtenstein voor de eerste keer deel.

## Deelnemers en resultaten

### Alpineskiën
| Olympiër       | Discipline     | Resultaat | Prestatie                                           |
| -------------- | -------------- | --------- | --------------------------------------------------- |
| Hubert Negerle | combinatie (m) | dnf       | niet gefinisht afdaling: 8.09,4 slalom: 2.16,1+dns  |
| Franz Schädler | combinatie (m) | dnf       | niet gefinisht afdaling: 11.59,8 slalom: 2.32,5+dns |

### Bobsleeën
| Olympiër                          | Discipline                    | Resultaat | Prestatie                                       |
| --------------------------------- | ----------------------------- | --------- | ----------------------------------------------- |
| Eduard von Falz-Fein Eugen Büchel | 2-mansbob (m) Liechtenstein I | 18e       | 6.01,94 (1.30,96 / 1.26,91 / 1.35,27 / 1.28,20) |

Australië · België · Bulgarije · Canada · Duitsland · Estland · Finland · Frankrijk · Griekenland · Groot-Brittannië · Hongarije · Italië · Japan · Joegoslavië · Letland · Liechtenstein · Luxemburg · Nederland · Noorwegen · Oostenrijk · Polen · Roemenië · Spanje · Tsjecho-Slowakije · Turkije · Verenigde Staten · Zweden · Zwitserland